# Salak (Talawi)
Salak is een bestuurslaag in het regentschap Sawah Lunto van de provincie West-Sumatra, Indonesië. Salak telt 1295 inwoners (volkstelling 2010).